# Alexandreis (žánr)

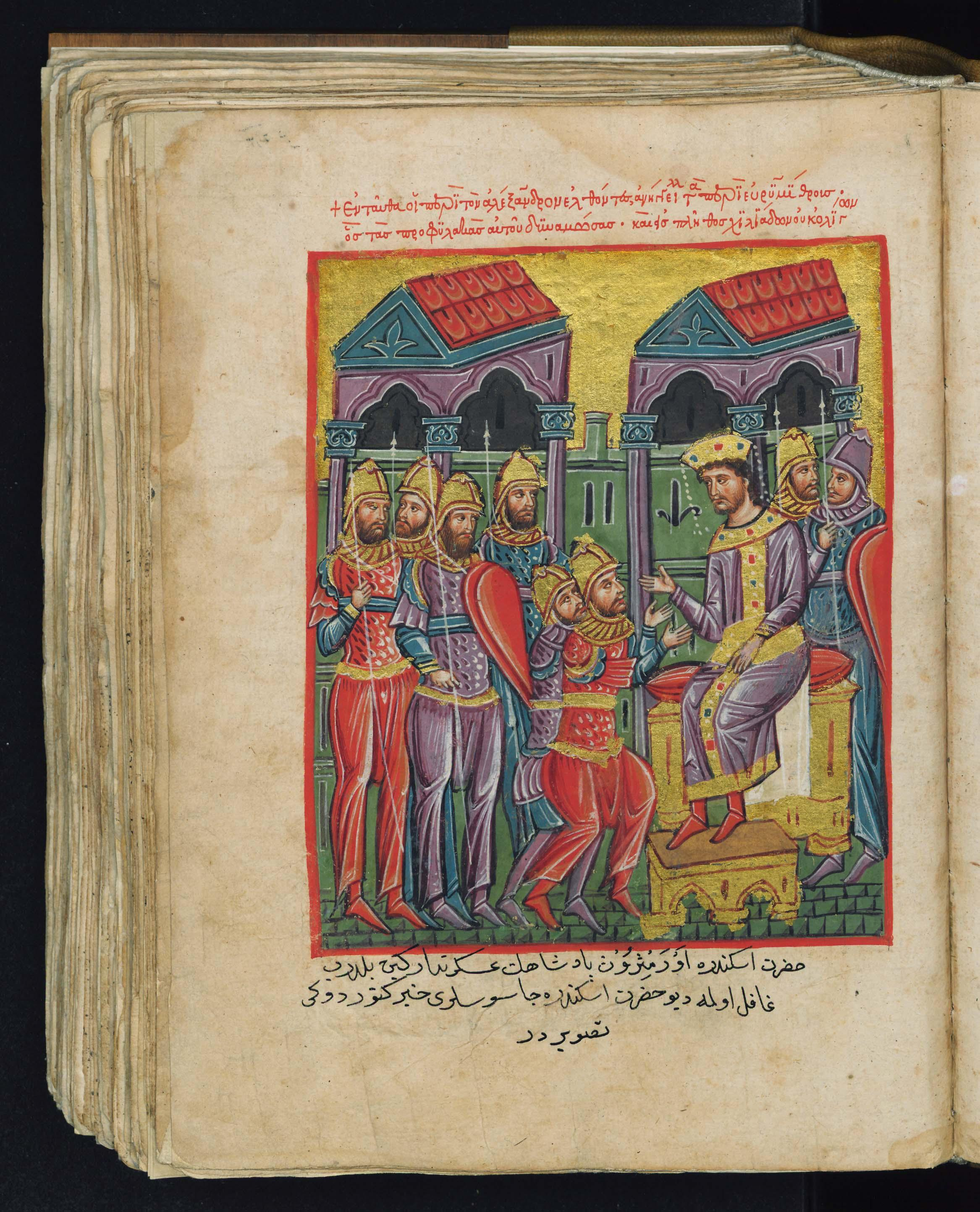
Byzantský rukopis ze 14. století

Alexandreis, Alexandreida nebo Alexandrovský román je původně řecky psaný příběh o životě a hrdinských činech Alexandra Velikého, který vznikl někdy před rokem 338, snad ve 2. století. Měl však tolik pozdějších pozměněných verzí, osobitých překladů s mnoha doplňky a různých odvozenin, že se pojem chápe spíše jako označení určitého literárního žánru. Tyto odvozeniny vznikaly nejen v literatuře křesťanské a evropské, ale i v islámském světě, v Africe i Asii (např. v Mali a Indonésii), a úryvky z alexandreidy se dostaly i do židovského Talmudu. Alexandr je ve všech kontextech pozměňován, například v islámských textech je muslimem, v perských Peršanem apod. Osobitá Alexandreida stojí i na počátku literatury české. Alexandreida byla nejoblíbenější středověkou knihou po Bibli.

## Autor
Autorství původního řeckého textu je nejisté. Někdy bývá připisováno Alexandrovu dvornímu historikovi Kallisthenovi, avšak historici jsou si jisti, že on být autorem nemohl, pro autora Alexandreidy se tedy někdy užívá označení Pseudo-Kallisthenés. Často bývá uváděno, že muselo jít o helenizovaného Egypťana. Za pravzor či zdroj mohla sloužit historie napsaná Kleitarchem (kolem roku 300), uvažuje se také o egyptských zdrojích (egyptský motiv je silný v pasážích o Alexandrově narození) či o tom, nakolik se text inspiroval sumerským Eposem o Gilgamešovi.

## Děj a motivy
Román popisuje Alexandra Velikého od jeho narození, přes nastoupení na makedonský trůn a dobytí Perské říše až po jeho smrt. Ačkoli má vyprávění historické jádro, je většinou fantastické, s mnoha zázračnými příběhy a setkáními s mytickými bytostmi, jako jsou sirény nebo kentauři. V novějších verzích fantaskních prvků přibývá. Proto se termín "román" příliš nehodí, nicméně v některých zemích je zaveden, zejména v němčině a francouzštině (Alexanderroman, Roman d'Alexandre). Angličtina nebo italština problém řeší pojmem "romance" (romanzo, romance), ve většina slovanských jazyků, jako je polština, čeština nebo srbština je zaveden termín alexandreida, který zdůrazňuje návaznost na mytickou řeckou tradici.
Některé motivy alexadreidy ovlivnily evropskou pohádku (zejm. hledání živé vody, jež ovšem může být řeckou citací Eposu o Gilgamešovi). V některých kulturních okruzích byl rozpracován určitý motiv více než v jiných, například v islámských alexandreidách je věnován mnohem větší prostor Říši temnoty než v evropských. Pozoruhodné je prolnutí s apokalyptickou literaturou (motiv "Gog a Magog").

## Verze a překlady
Přestože první latinský překlad byl velmi raný, zásadní roli v pronikání alexandreidy do evropské literatury sehrál autor 10. století Lev z Neapole, který objevil řecký text v Konstantinopoli, kde byl na diplomatické misi. Následně vytvořil překlad pod názvem Nativitas et historia Alexandri Magni regis. Z něj vychází mnohem vlivnější verze zvaná Historia de preliis. Velmi vlivnou verzí byla i ta ze 12. století od Gautiera de Châtillon, která přímo ovlivnila anonymní verzi českou z konce 13. století (spolu s německou verzí Oldřicha z Etzenbachu).